# Scleropages leichhardti
Scleropages leichhardti là một loài cá thuộc họ Osteoglossidae. Nó là loài đặc hữu của Úc. 

## Mô tả
Loài này có thể lớn đến 90 cm, nặng 4 kg. Đến giai đoạn trưởng thành về sinh sản, chúng thường có chiều dài 48–49 cm. Chúng là loài nguyên thủy, sống ở bề mặt nước. Đây là loài bản địa thuộc hệ thống sông Fitzroy.